# Новая жизнь (большевистская газета)
«Новая жизнь» — ежедневная политическая и литературная социал-демократическая газета (фракции большевиков).

## Описание
Первая социал-демократическая газета в России, выходившая легально; редактор-издатель Н. М. Минский, издатель М. Ф. Андреева; сотрудники: В. И. Ленин (в газете напечатано 14 статей, в том числе «Партийная организация и партийная литература»), Л. Андреев, И. Бунин, К. Бальмонт, А. Богданов, 3. Венгерова, В. Вересаев, Максим Горький, А. Луначарский, А. Львов, Н. Рожков, А. Серафимович, Тэффи, Е. Чириков и другие.
Первый номер вышел 27 октября 1905 г. с бесплатным приложением — программой социал-демократической партии. С 9-го номера редактором стал вернувшийся из-за границы Ленин. Минскому был предоставлен литературный отдел. На номере 27-м, 2 декабря 1905 г., за напечатание первого рабочего манифеста, газета была закрыта.
В конторе газеты c декабря 1905 года проводилась подписка на молодёжную газету «Молодая Россия» (1906).